# Вербне (Калінінградська область)
Вербне (рос. Вербное, нім. Darienen) — селище Зеленоградського району, Калінінградської області Росії. Входить до складу Ковровського сільського поселення.
Населення — 57 осіб (2015 рік).

## Населення
| 2002 | 2010 |
| ---- | ---- |
| 379  | ↘57  |